# وليام فركوهار
اللواء وليام فركوهار (26 فبراير 1774 - 11 مايو 1839) هو موظف اسكتلندي في شركة الهند الشرقية، وأول مقيم بريطاني وقائد استعماري في سنغافورة.

## تاريخه

### نشأته
ولد في أبردينشاير بالقرب من أبردين عام 1774، شقيقه آرثر أكبر منه بسنتين عمل كأميرال في البحرية الملكية، وحصل على لقب فارس لخدماته المتميزة خلال الحروب النابليونية.
انضم فركوهار إلى شركة الهند الشرقية في سن 17، ووصل إلى تشيناي في 19 يونيو 1791، وترقي إلى ضابط برتبة منخفضة في 22 يونيو 1791. وفي 16 أغسطس 1793 أصبح ملازمًا.

### سنغافورة
من خلال خبرته الطويلة في شبه جزيرة ملايو ومعرفته الوثيقة بسياسات رياو لينقا، تم تكليفه بمساعدة السير ستامفورد رافلز على إيجاد تسوية في جزيرة سنغافورة. ساعد في التفاوض على الاتفاقية المؤقتة المؤرخة في 30 يناير 1819 مع الزعيم المحلي تيمينجونج عبد الرحمن؛ ثم معاهدة سنغافورة الرسمية في 6 فبراير 1819، التي وقعها ستامفورد رافلز مع تيمينجونج عبد الرحمن والسلطان حسين معظم شاه ، تنص الصفقة أن يعترف البريطانيون بحسين شاه كسلطان لجوهر، ويدفعون رواتب لحسين شاه وتيمنغونغ عبد الرحمن في مقابل سماح حسين شاه لرافلز بإنشاء مركز تجاري في سنغافورة.
عين ستامفورد رافلز فركوهار كأول مقيم في سنغافورة لتطوير المستعمرة وفقًا لخطة محددة وضعها رافلز. وغادر رافلز سنغافورة في اليوم التالي وتركت فركوهار لإدارة المستعمرة ، وغاب لمدة أربع سنوات. وأصبح فركوهار أول مقيم وقائد بريطاني لسنغافورة من 1819 إلى 1823.